# Nomiades acis
Nomiades acis är en fjärilsart som beskrevs av Dru Drury 1773. Nomiades acis ingår i släktet Nomiades och familjen juvelvingar. Inga underarter finns listade i Catalogue of Life.